# Bahnhof Tsubame-Sanjō

Tsubame-Sanjō (jap. 燕三条駅, Tsubamesanjō-eki) ist ein Bahnhof in Sanjō in der japanischen Präfektur Niigata. Des Weiteren ist die benachbarte Stadt Tsubame, auf deren administrativen Gebiet er teilweise liegt, angebunden.

## Linien
Tsubame-Sanjō wird von den folgenden Linien bedient:
- East Japan Railway Company (JR East)
  - JR East Jōetsu-Shinkansen (上越新幹線)
  - JR East Yahiko-Linie (弥彦線)

Die Jōetsu-Shinkansen Linie verkehrt auf den aufgeständerten Gleisen. Dieser Bahnhofsbereich besteht aus 3 Bahnsteiggleisen (ein Insel- und ein Seitenbahnsteig, je 400 Meter lang) und 2 dazwischen gelegenen Durchfahrtsgleisen. Der Bahnsteig der Yahiko-Linie liegt an deren einzigem Gleis und quert die Shinkansen-Strecke ebenerdig.

## Nutzung
Im Jahr 2019 nutzten im Durchschnitt täglich 2215 Personen den Bahnhof.

## Geschichte
Am 15. November 1982 wurde der Bahnhof von der Japanische Staatsbahn eröffnet. 